# Медицентър
Медицентърът на триъгълник се нарича пресечната точка на медианите на триъгълника. Медицентърът разделя медианите в отношение 2:1 считано от върха към средата на срещуположната страна. Медицентърът съвпада с центъра на тежестта на триъгълна плоча изработена от еднороден материал.
Най-важното свойство на медицентъра е {\displaystyle {\vec {OG}}={\frac {1}{3}}({\vec {OA}}+{\vec {OB}}+{\vec {OC}})}, където т.{\displaystyle O} e произволна точка в равнинa
та.
Ето и доказателство:
{\displaystyle {\vec {CM}}={\frac {1}{2}}({\vec {CA}}+{\vec {CB}})}
{\displaystyle {\vec {CG}}={\frac {2}{3}}{\vec {CM}}={\frac {1}{3}}({\vec {CA}}+{\vec {CB}})}
{\displaystyle {\vec {OG}}={\vec {OC}}+{\vec {CG}}={\vec {OC}}+{\frac {1}{3}}({\vec {CA}}+{\vec {CB}})}
{\displaystyle {\vec {CA}}={\vec {OA}}-{\vec {OC}};{\vec {CB}}={\vec {OB}}-{\vec {OC}}}
{\displaystyle {\vec {OG}}={\vec {OC}}+{\frac {1}{3}}({\vec {OA}}-{\vec {OC}}+{\vec {OB}}-{\vec {OC}})}
{\displaystyle {\vec {OG}}={\frac {1}{3}}({\vec {OA}}+{\vec {OB}}+{\vec {OC}})}